# Comuna Huddinge
Huddinge (Huddinge kommun) este o comună din comitatul Stockholms län, Suedia, cu o populație de 102.557 locuitori (2013).

## Geografie

### Zone urbane
Lista celor mai mari zone urbane din comună (anul 2015) conform Biroului Central de Statistică al Suediei:
| Nr | Zona urbană     | Pop. |
| -- | --------------- | ---- |
| 1  | Vidja           | 741  |
| 2  | Gladö kvarn     | 640  |
| 3  | Östorp și Ådran | 242  |

Reședința comunei, localitatea Huddinge, este inclusă în zona urbană Stockholm.

## Demografie
| \| Evoluția demografică în comuna Huddinge, 1970–2015 \| Evoluția demografică în comuna Huddinge, 1970–2015 \| Evoluția demografică în comuna Huddinge, 1970–2015 \| Evoluția demografică în comuna Huddinge, 1970–2015 \| Evoluția demografică în comuna Huddinge, 1970–2015 \| \| ----------------------------------------------------------------------------------------------------- \| -------------------------------------------------- \| -------------------------------------------------- \| -------------------------------------------------- \| -------------------------------------------------- \| \| An \| \| \| Locuitori \| \| \| 1970 \| 1970 \| \| 54732 \| 54732 \| \| 1975 \| 1975 \| \| 62576 \| 62576 \| \| 1980 \| 1980 \| \| 66570 \| 66570 \| \| 1985 \| 1985 \| \| 70209 \| 70209 \| \| 1990 \| 1990 \| \| 73829 \| 73829 \| \| 1995 \| 1995 \| \| 77384 \| 77384 \| \| 2000 \| 2000 \| \| 84535 \| 84535 \| \| 2005 \| 2005 \| \| 88750 \| 88750 \| \| 2010 \| 2010 \| \| 97453 \| 97453 \| \| 2015 \| 2015 \| \| 105311 \| 105311 \| \| Sursa: SCB - Statistika Centralbyrån, Folkmängd efter region, civilstånd, ålder och kön. År 1968–2016 \| \| \| \| \| |      |  |           |        |
| Evoluția demografică în comuna Huddinge, 1970–2015 |      |  |           |        |
| An |      |  | Locuitori |        |
| 1970 | 1970 |  | 54732     | 54732  |
| 1975 | 1975 |  | 62576     | 62576  |
| 1980 | 1980 |  | 66570     | 66570  |
| 1985 | 1985 |  | 70209     | 70209  |
| 1990 | 1990 |  | 73829     | 73829  |
| 1995 | 1995 |  | 77384     | 77384  |
| 2000 | 2000 |  | 84535     | 84535  |
| 2005 | 2005 |  | 88750     | 88750  |
| 2010 | 2010 |  | 97453     | 97453  |
| 2015 | 2015 |  | 105311    | 105311 |
| Sursa: SCB - Statistika Centralbyrån, Folkmängd efter region, civilstånd, ålder och kön. År 1968–2016 |      |  |           |        |